# Stenhomalus bicolor
Stenhomalus bicolor är en skalbaggsart som först beskrevs av Ernst Gustav Kraatz 1862.  Stenhomalus bicolor ingår i släktet Stenhomalus och familjen långhorningar.
Artens utbredningsområde är Israel. Inga underarter finns listade i Catalogue of Life.